# 埃迪特·埃克鲍尔
埃迪特·埃克鲍尔（德語：Edith Eckbauer，1949年10月27日—），德国女子赛艇运动员。她曾代表西德参加1976年夏季奥林匹克运动会赛艇比赛，联同特娅·艾内德获得女子双人单桨无舵手铜牌。